# Danil Lysenko
Pour les articles homonymes, voir Lyssenko (homonymie).
Danil Lysenko (russe : Данил Серге́евич Лысенко), né le 19 mai 1997 à Birsk (Bachkirie), est un athlète russe, spécialiste du saut en hauteur, champion du monde en salle en 2018.

## Carrière
Il remporte le titre lors des Jeux olympiques de la jeunesse de 2014, avec un saut à 2,20 m.
Le 22 juin 2017, il réalise un saut de 2,34 m à Saransk, la 3e meilleure performance mondiale de l'année et obtient peu après la possibilité d'être sélectionné en tant que « athlète neutre autorisé ». Le 13 août, il décroche la médaille d'argent des championnats du monde de Londres avec un saut à 2,32 m, derrière Mutaz Essa Barshim (2,35 m).
Le 27 août, il porte lors du Meeting d'Eberstadt son record à 2,38 m mais est de nouveau battu par Barshim (2,40 m).
Lors de la saison hivernale 2018, Danil Lysenko est en très grande forme. Tout d'abord, il réalise 2,35 m à domicile en début de saison, puis confirme à Moscou le 21 janvier en franchissant 2,36 m, record personnel en salle. La semaine suivante, lors de la réunion de hauteur à Hustopeče, il améliore sa propre meilleure performance mondiale de l'année avec 2,37 m.
Le 1er mars, Danil Lysenko décroche la médaille d'or aux championnats du monde en salle de Birmingham avec un saut à 2,36 m, devant Mutaz Essa Barshim (2,33 m) et Mateusz Przybylko (2,29 m). Il devient le premier athlète neutre autorisé médaillé des championnats.
Le 20 juillet 2018, lors du Meeting Herculis de Monaco, Danil Lysenko franchit pour la première fois la barrière des 2,40 m, maîtrisant cette hauteur dès sa première tentative. Le 3 août, il est suspendu à titre provisoire, et donc privé des Championnats d'Europe d'athlétisme par la Fédération internationale d'athlétisme à la suite des investigations de l'Unité d'intégrité de l'athlétisme pour « défaut de localisation ». En juin 2019, la Fédération russe (Rusaf) est accusée d'avoir tenté de couvrir le contrôle antidopage positif, en fournissant de faux documents. En décembre 2019, cinq dirigeants de la Rusaf, dont son président Dmitri Chliakhtine sont suspendus pour violation des règles antidopage. L'entraîneur de Lyssenko, Evgeniy Zagorulko, a également été suspendu pendant quatre ans. En juillet 2021, Lysenko a reçu une suspension de six ans de la part du Tribunal arbitral du sport.

## Palmarès
| Date                               | Compétition                    | Lieu                   | Résultat               | Marque                 |
| Représentant la Russie             | Représentant la Russie         | Représentant la Russie | Représentant la Russie | Représentant la Russie |
| ---------------------------------- | ------------------------------ | ---------------------- | ---------------------- | ---------------------- |
| 2014                               | Championnats du monde juniors  | Eugene                 | 6e                     | 2,22 m                 |
| 2014                               | Jeux olympiques de la jeunesse | Nankin                 | 1er                    | 2,20 m                 |
| En tant qu'athlète neutre autorisé |                                |                        |                        |                        |
| 2017                               | Championnats du monde          | Londres                | 2e                     | 2,32 m                 |
| 2018                               | Championnats du monde en salle | Birmingham             | 1er                    | 2,36 m                 |

## Records
| Épreuve         | Épreuve   | Marque | Lieu      | Date            |
| --------------- | --------- | ------ | --------- | --------------- |
| Saut en hauteur | Plein air | 2,38 m | Eberstadt | 27 août 2017    |
| Saut en hauteur | En salle  | 2,38 m | Moscou    | 29 janvier 2023 |